# Everything Becomes The Music
Singles
1. Swallow Dive
Sortie : 16 mars 2015
2. Stairway
Sortie : 20 mai 2015

Everything Becomes The Music est le premier album solo du chanteur Kenji Furuya, leader de Dragon Ash, sorti le 17 juin 2015 au Japon.
Il s'agit du premier album enregistré par lui-même et non par son groupe, il s'est occupé lui-même des paroles, instrument et chant. Le premier single Swallow Dive est disponible en téléchargement sur iTunes depuis le 16 mars 2015. Son deuxième single Stairway est sorti le 20 mai 2015 au Japon.

## Liste des titres
| No  | Titre                        | Durée |
| --- | ---------------------------- | ----- |
| 1.  | Everything Becomes The Music | 1:19  |
| 2.  | Angel Falls                  | 4:25  |
| 3.  | Swallow Dive                 | 3:53  |
| 4.  | Stairway                     | 4:18  |
| 5.  | Colors                       | 3:41  |
| 6.  | P Board                      | 3:53  |
| 7.  | Good Shepherd                | 3:48  |
| 8.  | Wish List                    | 4:46  |
| 9.  | Fabulous Town                | 3:39  |
| 10. | Dances With Wolves           | 3:36  |
| 11. | One Voice                    | 4:06  |
| 12. | For a Little While           | 3:49  |